# Kwietnikowa Przełączka
Kwietnikowa Przełączka (słow. Kvetnicové sedlo, niem. Blumengartenscharte, węg. Virágoskertcsorba) – przełęcz w bocznej grani słowackich Tatr Wysokich. Leży pomiędzy Staroleśnym Szczytem (dokładnie jego południowo-zachodnim wierzchołkiem, Kwietnikową Turnią) a Rogatą Turnią, najwyższym punktem masywu Granatów Wielickich.
Południowo-wschodnie stoki przełęczy opadają do górnej części Doliny Sławkowskiej. W stronę przeciwną, w kierunku Wyżniego Wielickiego Ogrodu w Dolinie Wielickiej opada długi Kwietnikowy Żleb. Przełęcz stanowi jedną z najważniejszych dróg dostępowych do Staroleśnego Szczytu. Z Doliny Wielickiej wejście na przełęcz jest nieco łatwiejsze niż z Doliny Sławkowskiej. Przełęcz dostępna jest tylko dla taterników.
Nazwa Kwietnikowej Przełączki pochodzi od dawnej nazwy Wielickiego Ogrodu – Kwietnik.

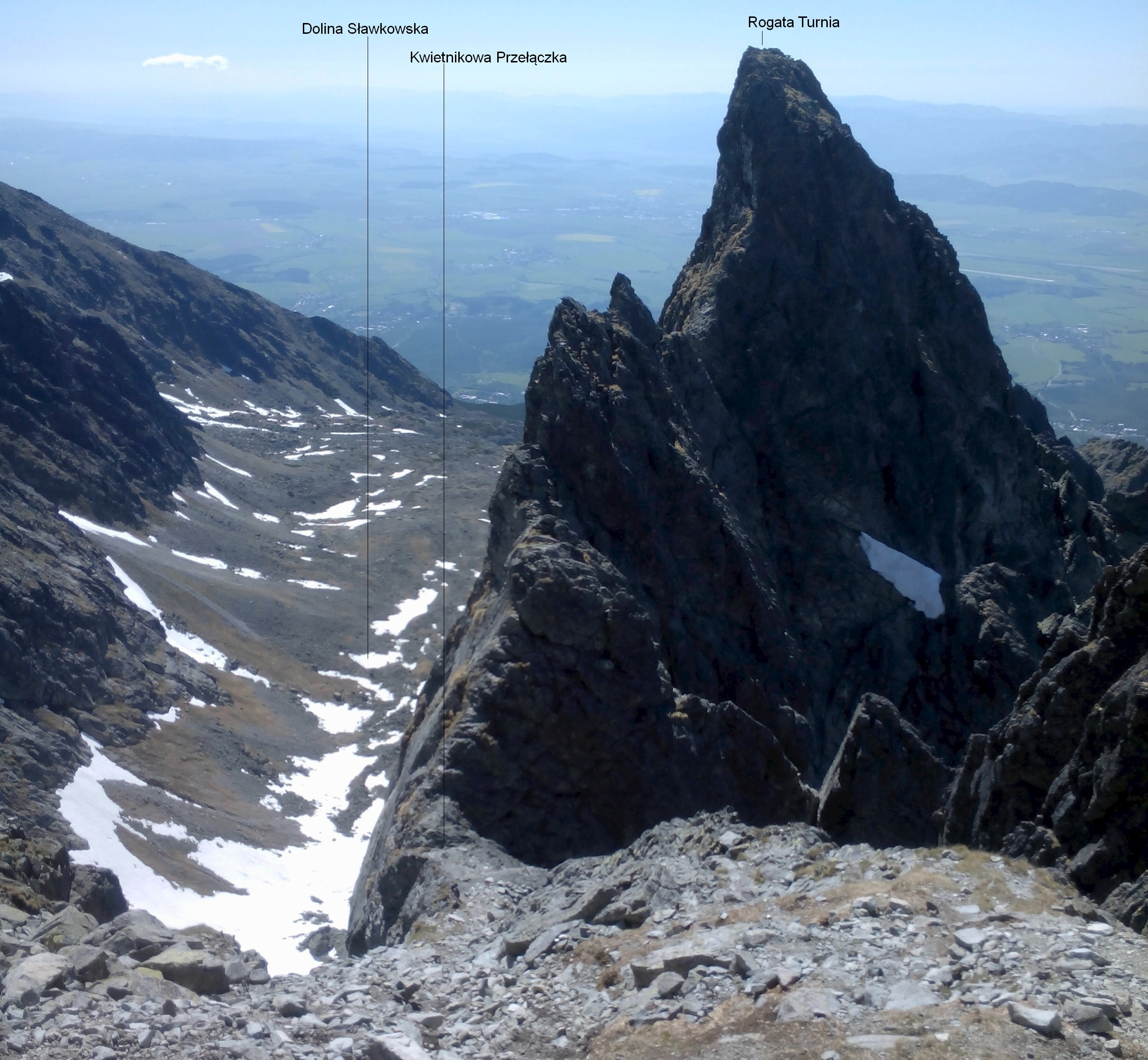
Widok na Kwietnikową Przełączkę ze Staroleśnego Szczytu

## Historia
Pierwsze wejścia turystyczne:
- Klemens Bachleda, 14 sierpnia 1892 r. – letnie (tegoż dnia dwukrotnie, najpierw samotnie, potem z towarzyszami),
- Katherine Bröske i Simon Häberlein, 25 grudnia 1905 r. – zimowe.